# Numidien
Numidien var et kongerige i Nordafrika, der bestod fra 202 f.Kr. til 64 f.Kr. Det var beboet af berbere og omfattede områder af dagens Tunesien og Algeriet. I år 64 f.Kr. blev Numidien indlemmet i Romerriget (Slaget ved Thapsus).

## Regionens historie
Regionen som udgjorde Numidien blev, for romerne, mere specifik og indsnævret med tiden. Det begyndte som et territorium vest for Karthago i det tredje århundrede f.Kr., da Numidien blev betragtet af Polyb og andre historikere som hele Vestafrika (Algeriet , Tunesien, Libyen), og bestod af to stammer og var nabo til Mauritania nuværende (Algeriet, Marokko) mod vest, Massyli i Østnumidien og Massaesyli i vest. Under den anden punerkrig gik den østlige stamme over på siden til romerne, mens stammen i vest støttede Karthago. Mod slutningen af krigen gav romerne hele Numidien til kong Massinissa af Massyli. Karthago blev da omringet af Numantia.
35°30′N 7°18′Ø / 35.5°N 7.3°Ø